# Rhyacophila haddocki
Rhyacophila haddocki là một loài Trichoptera trong họ Rhyacophilidae. Chúng phân bố ở miền Tân bắc.